# Fethi Ahmed Atunsi
Fethi Ahmed Atunsi (né le 19 avril 1983) est un coureur cycliste libyen.

## Palmarès
- 2007
  -  Champion de Libye sur route
  -  Champion de Libye du contre-la-montre
  - 1re étape de la Boucle du coton
  - 2e du Grand Prix de la ville de Tunis
  - 2e de la Boucle du coton
  - 2e de l'UCI Africa Tour

- 2008
  -  Champion de Libye sur route
  -  Champion de Libye du contre-la-montre

- 2009
  -  Champion de Libye du contre-la-montre

## Classements mondiaux
| Année           | 2006 | 2007 | 2008 | 2009 | 2010 | 2011 |
| --------------- | ---- | ---- | ---- | ---- | ---- | ---- |
| UCI Africa Tour | 86e  | 2e   | 89e  | 149e |      | 204e |